# Rhuma thiobapta
Rhuma thiobapta là một loài bướm đêm trong họ Geometridae.